# 豊橋鉄道モ3600形電車
豊橋鉄道モ3600形電車（とよはしてつどうどうも3600かたでんしゃ）は、豊橋鉄道がかつて保有していた路面電車用の電車である。
元は三重交通541形であり、同社神都線廃止後、譲り受けたものである。

## 概要

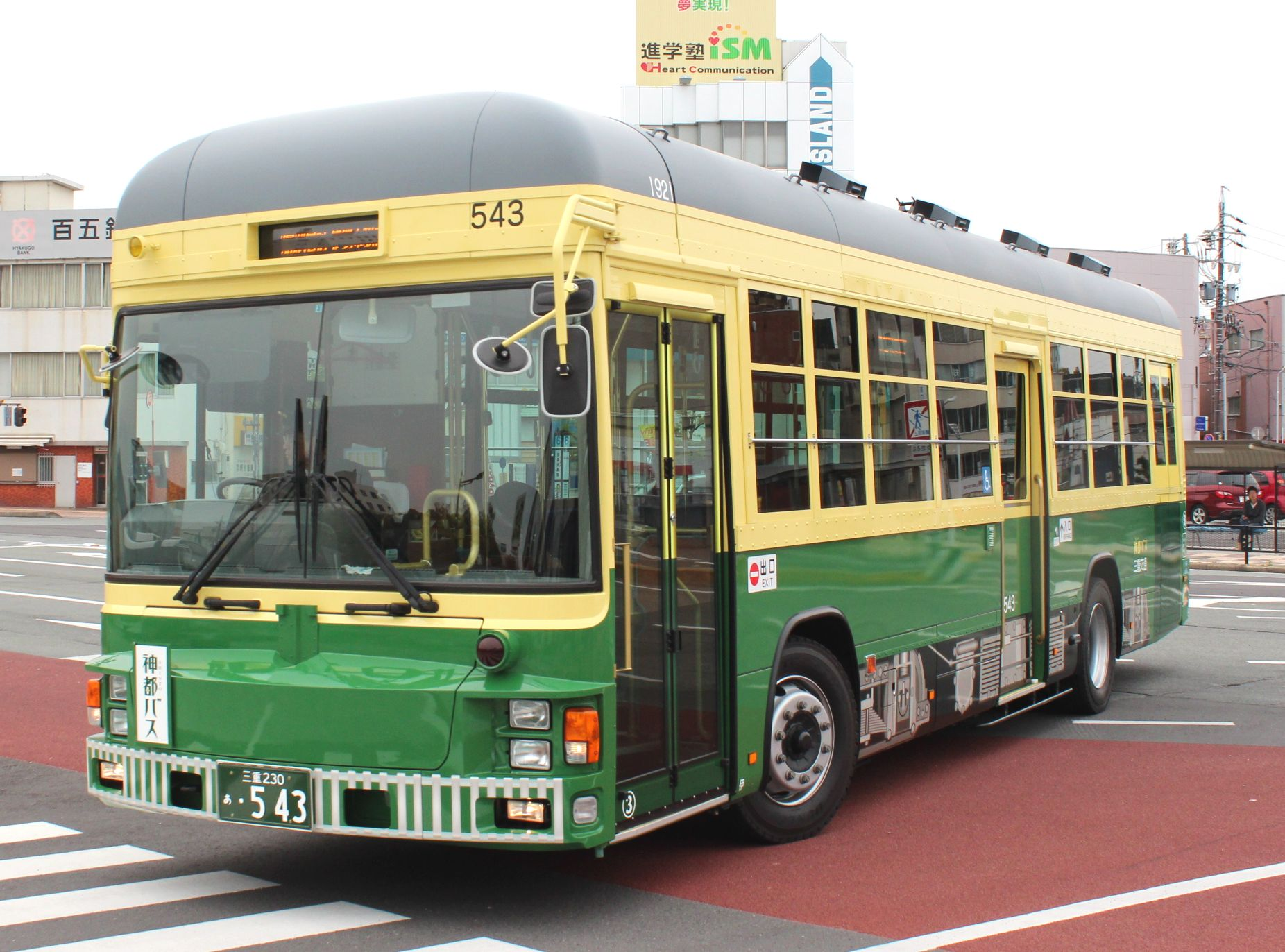
三重交通541形543号をイメージした神都バス

1937年（昭和12年）10月に当時神都線を経営していた東邦電力が導入した、大阪鉄工所（現：日立造船）製造の四軸ボギー車である。1944年に三重交通541形に改称し、神都線で運用される。
1961年（昭和36年）、三重交通神都線廃止に伴い、541形3両（541 - 543）が豊橋鉄道に譲渡され、モハ600形（601 - 603）に改称。東田本線に投入される。東田本線で初のボギー車であり、空気ブレーキ装備車となる。製造当初の集電装置はビューゲルであったが、豊橋鉄道に移動後Zパンタグラフに変更されるが、ビューゲルに戻されている。また神都線時代は前燈灯は取り外し式であったが、豊橋鉄道移動後に固定式に改められた。
1964年（昭和39年）にモ600形に改称し、さらに1968年（昭和43年）にモ3600形に改称され、東田本線の主力として運用されていたが、2扉車であり、扉の配置上ワンマン化改造ができないことがネックとなり、1971年（昭和46年）3月に3603が、同年6月に3601・3602が廃車となる。東田本線のワンマン化はこの年の8月から開始された。
なお2014年（平成26年）より三重交通が伊勢市内で運行している「神都バス」は543号をイメージしてデザインされている。

## 主要諸元
- 定員：90人（座席定員 40人）
- 自重：15.05t
- 最大寸法
  - 長：12,500mm
  - 幅：2,304mm
  - 高：3,656mm
- 台車：日本車輌製造製 C-10
- 出力：45kw×2